# 가격 협정
가격협정(價格協定, price fixing)은 같은 업종을 운용하는 기업들이 서로 협정을 맺어 상품가격을 일률적으로 정해 소비자들에게 상품 선택 여지를 없애는 일이다. 자유주의 경제체제에서 경쟁을 피하고 과잉 시설투자나 홍보비의 낭비 요인을 막는 이점이 있다. 그러나 공정한 경쟁을 통한 경쟁력을 떨어뜨릴 뿐만 아니라 시장경제질서를 무너뜨리는 부작용이 내재해 있다. 대한민국에서는 지나친 가격협정에 대한 처벌이 엄격한 편인데, 최고 징역 3년을 언도하거나 2억 원의 벌금을 부과하고 있다.

## 같이 보기
- 카르텔